# Адам Леві (актор)
Адам Леві (нар. 5 грудня 1970 р.) — англійський сценічний та телевізійний актор, найбільш відомий за роль Пітера в AD Біблія продовжується.

## Кар'єра
Леві навчався у Королівській академії драматичного мистецтва (RADA) і більшу частину своєї ранньої кар'єри провів, працюючи в театрі, де він був членом Королівського національного театру та Королівської Шекспірівської трупи протягом декількох років і виступав у найрізноманітніших постановках Шекспіра. До них належить роль Паріса у п'єсі «Троїл і Крессіда» за постановкою Королівської Шекспірівської трупи Пітера Штейна, Дофіна «Генріх V» за постановкою Національного театру Ніколаса Гетнера, та Пауліна у кінофільмі «Казка зими» за постановкою театральної трупи Еда Холла «Пропеллер».
Його сценічний дебют відбувся у віці 21 року, коли Леві зіграв роль Алана Ейкборна, сина Джудда Гірша, у сценічній комедії Герба Гарднера «Бесіди з моїм батьком».
У 2007 році Леві зіграв Луї у відродженні фільму Тоні Кушнера «Ангели в Америці» а в 2008 році Адам знімався головним лиходієм у мюзиклі Вест-Енду «Zorro», де він грав в архемедичній зорі Zorro Ramon.
У 2012 році Леві разом з Денні Девіто та Річардом Гриффітсом знявся у головній ролі комедії «Хлопчики Сонця» в театрі Савой у ролі племінника ДеВіто.
По телебаченню Леві знімався також у ролі актора другого плану, зокрема роль Бентіволіо в Борджії для Atlantic Productions, а в 2015 році зіграв головну роль учня Пітера у всіх 12 серіях NBC шоу Наша Ера: Продовження Біблії, що було зняте в Марокко .
Одна з його найперших ролей була відіграна у фільмі «Гладіатор» Рідлі Скотта, хоча його сцени були врешті-решт вирізані, а в 2014 році він з'явився на кіноекранах з Ніколь Кідман у трилері «Перед тим, як йти спати».
У 2015 році Леві працював у художньому фільмі режисера Марти Кулідж «Музика, війна і любов» , який повинен був вийти влітку 2016 року.
У 2018 році він знявся в деяких серіях 4 сезону «Супердівчина» у повторюваній ролі Амадея Дерроса, чужоземного гуру, який має цілющі сили.